# 1734

## أحداث
- تأسيس مدينة كازيغيانغوت وتقع حاليا في جرينلاند.
- 12 أكتوبر: تأسيس مدينة كاريبي وتقع حاليا في فنزويلا.

## مواليد
- أحمد باشا الجزار
- دانييل بون
- أبو القاسم الزياني، وزير ومؤرخ الدولة العلوية